# Nunatak Chubut
Nunatak Chubut är en nunatak i Antarktis. Den ligger i Västantarktis. Argentina, Chile och Storbritannien gör anspråk på området. Toppen på Nunatak Chubut är 62 meter över havet.
Terrängen runt Nunatak Chubut är mycket platt. Trakten är obefolkad. Det finns inga samhällen i närheten.